# Ophisternon candidum
Ophisternon candidum är en fiskart som först beskrevs av Gerlof Fokko Mees 1962.  Ophisternon candidum ingår i släktet Ophisternon och familjen Synbranchidae. IUCN kategoriserar arten globalt som otillräckligt studerad. Inga underarter finns listade i Catalogue of Life.